# Франц Кафка
Франц Ка́фка (нім. Franz Kafka; 3 липня 1883, Прага, Богемське королівство, Австро-Угорщина, нині Чехія — 3 червня 1924, Відень, Клостернойбург, Нижня Австрія, Австрія) — один із найвизначніших німецькомовних письменників XX століття, більшу частину творів якого було опубліковано посмертно. Лише кілька з його праць були видані при його житті. Вони просякнуті абсурдом і страхом перед зовнішнім світом і вищим авторитетом, вони здатні пробуджувати в читачеві відповідні почуття тривоги, що є унікальним явищем у світовій літературі. Його роботи поєднують елементи фантастики та реалізму. Його найвідоміші праці: оповідання «Перевтілення» та романи «Процес» та «Замок». Термін «кафкіанський» (Kafkaesque) походить від його прізвища і його вживають для опису ситуацій подібних до тих, які були у творах Франца Кафки.

## Родовід
Родовід Франца Кафки має дві родинні лінії: з одного боку, родина Кафки, «зазначена силою, здоров'ям, гарним апетитом, сильним голосом, даром слова, самовдоволенням, почуттям переваги над усіма, завзятістю, дотепністю, знанням людей, певним благородством», з іншого — материнська лінія родини Леві, наділена такими якостями, як «завзятість, чутливість, почуття справедливості, занепокоєння».

### Лінія батька

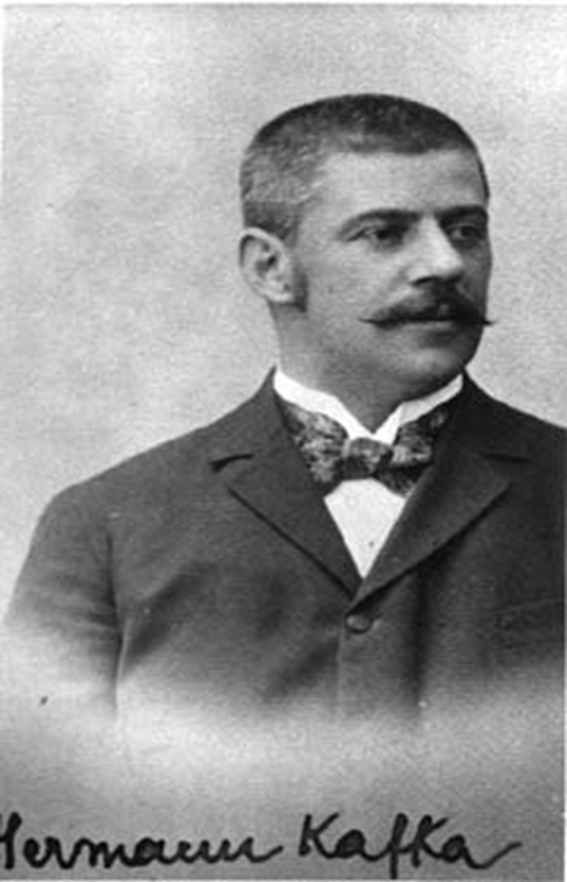
Герман Кафка (батько)

Рід Кафки вирізнявся велетенським зростом і силою. Дід Якоб Кафка, м'ясник у Воссеці (Чехія), міг підняти зубами мішок з борошном. У цій родині всі мали великий зріст, навіть його сестри. Але сам Кафка соромився свого високого зросту, через який відчував себе не сильним, а кволим, незграбним і смішним. Життя у Воссеці відрізнялося крайньою вбогістю. Родина діда проживала в хатині, критій соломою. Всі спали в одній кімнаті — Якоб Кафка, четверо його синів і дві дочки. Батько письменника неодноразово воскрешав у пам'яті важкі роки свого дитинства: голод, коли бракувало картоплі; холод, який викликав на гомілках незагойні відкриті рани; в сім років Герман Кафка змушений був ходити з села в село, штовхаючи ручний візок, його сестру Юлію відіслали в одну сім'ю кухаркою і їй доводилося ходити за дорученнями в найжорстокіші морози в мокрій спідниці, яка висихала тільки ввечері в ліжку. Герман Кафка пишався цим жалюгідним минулим, він ставив у докір своїм дітям те, що вони не знали цих страждань:
|  | Хто знає про це сьогодні! Що можуть знати діти про це! Ніхто так не страждав! Як сучасна дитина може зрозуміти це? |

Єдиним засобом вирватись з усієї цієї убогості було місто, що й зробив Герман Кафка, відслуживши 3 роки в армії. Він приїхав до Праги в 1881 році й роком пізніше одружився з Юлією Леві — дівчиною з сім'ї багатих провінційних сукнарів, які водночас були власниками пивниці. Юлія Леві, безсумнівно, мала досить істотний посаг, і важко уявити, щоб в цю заможну сім'ю взяли якогось дрібного комерсанта без коштів. З іншого боку, важко повірити, що завдяки ремеслу мандрівного торговця Герман Кафка зміг за кілька років настільки радикально змінити своє становище. Очевидно, в його біографії була прогалина.
Герман Кафка відкрив в 1881 році магазин модних речей на Цельтнерштрассе. Спочатку це була дрібна торгівля, що потім трансформувалася в оптову фірму, яка розташувалась на першому поверсі чудового палацу Кінскі на Великій площі Старого міста. Він «досягнув успіху», почавши з нуля і був найуспішнішим із шести дітей Якоба Кафки. Про старшу його дочку Анну невідомо нічого; про іншу дочку, Юлію Ехрман, що малою бігала дорогами у своїй мокрій спідничці — теж. Один з чотирьох хлопчиків, Людвик, спочатку працював у магазині, який належав Герману Кафці, а закінчив життя безвісним страховим агентом. Двоє інших, Філіп і Генріх, який помер молодим, мали невеликий бізнес в провінційних містах.

### Лінія матері

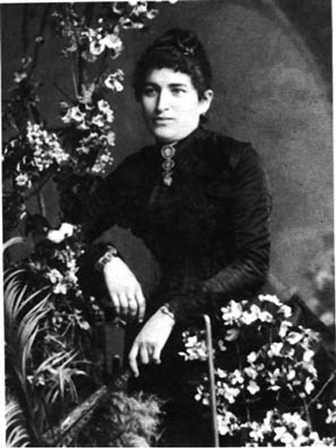
Юлія Леві (мати)

Леві були вихідцями з середовища провінційних крамарів, але головне, в лінії Поріасів, тобто по жіночій лінії, відчутні сліди духовності, які зберігалися в родині подібно сакральним легендам. Це, зокрема, стосується прадіда Кафки, Йозефа Поріаса; це була, пише Кафка у своєму «Щоденнику», людина дуже вчена:

| «(…) його шанували однаково й християни, і юдеї; одного разу під час пожежі завдяки його набожності сталося диво — вогонь перескочив через будинок прадіда, пощадивши його, тоді як решта будинків згоріли»[13] |
Найбільше в сімействі Леві вражає нестійкість. Серед них багато неодружених. З п'яти братів чи зведених братів Юлії Кафки (її батько знову одружився незабаром після смерті своєї молодої дружини), тільки двоє створили сім'ю. Один з них, Йозеф, влаштувавши справи в Конго, одружився з француженкою й жив у Парижі. Про іншого брата, Річарда Леві, який був дрібним торговцем, не сказано нічого. Зате двоє інших дядьків, які багато значили для Кафки, не одружилися. Один, дядько Альфред, директор залізниць в Мадриді, був сімейною знаменитістю й став у романі «Процес» прообразом дивного сатиричного «провінційного дядечка». Головним був дядько Альфред Леві — символ парубоцтва, у якого він брав уроки такого життя. Останній брат Юлії Кафки, дядько Рудольф, теж залишився парубком. Рудольф був невдахою, сімейним диваком, людиною смішною, «незрозумілим, надто люб'язним, занадто скромним, одиноким, а проте балакучим». Коли в дитинстві Франц робив якусь дурницю, його батько мав звичай говорити : «Викапаний Рудольф!»

### Мова спілкування
Воссек — село на півдні Чехії, було населене чехами та євреями. Звідси походить версія, згідно з якою рідною мовою і мовою спілкування Германа Кафки була чеська, а до німецької він звернувся пізніше, тільки після переїзду до Праги, для того, щоб приєднатися до вищого суспільства. Сам Кафка ніколи не приїжджав до Воссека, щоб покласти камінь на могилу своїх бабусі й дідуся, не існує жодного рядка, написаного його рукою, де б фігурувала назва цього села. Але найголовніше: робити Воссек центром своєї книги означало б прославити ті самі місця, де жив і страждав його батько, який знущався з сина й цим викликав у нього неприємні спогади. Сам Кафка писав німецькою, хоча чеську знав чудово. Розмовляв він і французькою мовою. Бувши євреєм, Кафка практично не знав їдиш і почав виявляти цікавість до традиційної культури євреїв тільки у 20-річному віці під впливом театральних труп, що гастролювали у Празі; інтерес до вивчення їдишу виник тільки наприкінці життя.

### Походження прізвища
Прізвище «Кафка» за своїм звучанням має чеське походження: Кафка — це галка, і вона послужила емблемою торгового дому. Існує дві версії щодо походження прізвища: прізвище присвоєно родині при Йосипі II, у той час, коли євреї отримали цивільний статус, або мова про давніше спотворення імені Якоб. Сам Франц Кафка ідентифікував себе з образом цього чорного птаха і завжди ненавидів обидва «К» в своєму прізвищі.
В інтерв'ю чеському музиканту і літератору Густаву Януху Франц Кафка пізніше сказав:

Я абсолютно безглуздий птах. Я — Kavka, галка. У вугляра в Тайнхофі є така…. Цій моїй родичці живеться краще, ніж мені. Правда, у неї підрізані крила. Зі мною цього робити не треба, бо мої крила відмерли. І тепер для мене не існує ні висоти, ні далини. У сум'ятті я стрибаю серед людей. Вони поглядають на мене з недовірою. Адже я небезпечна птиця, злодійка, галка. Але це лише видимість…

## Біографія

### Народження

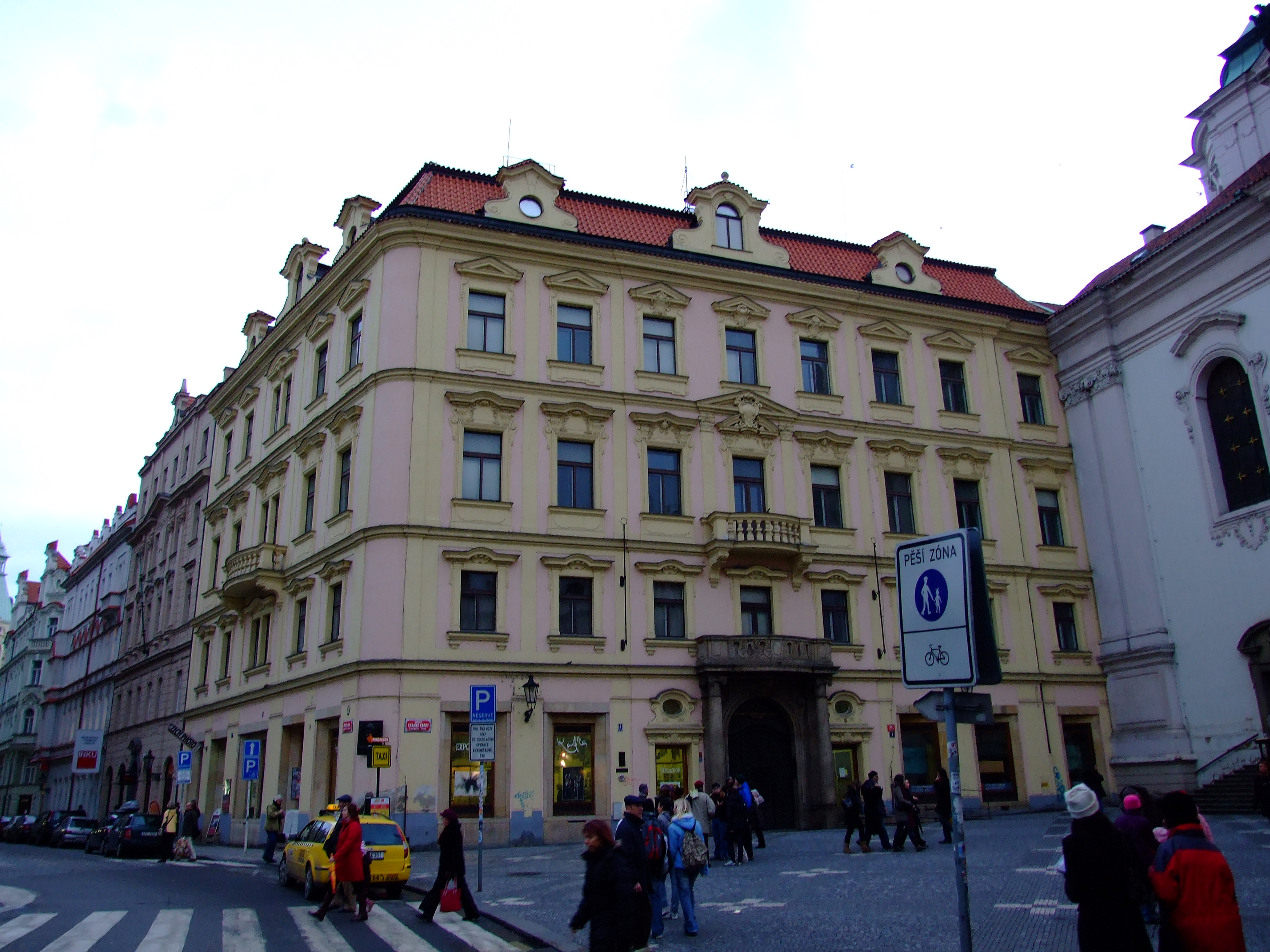
Будинок, де народився Франц Кафка

Кафка народився 3 липня 1883 року в єврейській сім'ї, у Празі (Богемія, в той час — частина Австро-Угорської Імперії), у родині торговця галантерейними товарами Германа Кафки (1852—1931), який вийшов з чеськомовної єврейської громади та Юлії Кафки (Леві) (1856—1934), яка віддавала перевагу німецькій мові.
Батько до свого одруження проживав у гетто, в облупленому будинку; будинок, у якому народився Франц Кафка, був красивою будівлею XVIII століття, побудованою колись монахами Страгова, знаходився, власне, поза територією гетто — на місці, призначеному з часів середньовіччя для навернення євреїв у християнську віру. Будинок цей був зруйнований, потім реконструйований, і на ньому нині висить меморіальна дошка.
У Кафки було два молодших брати та три молодші сестри. Обидва брати, не досягши й дворічного віку, померли до того, як Кафці виповнилося 6 років. Сестер звали Еллі, Валлі та Оттла (всі троє загинули під час Другої світової війни в нацистських концентраційних таборах у Польщі)

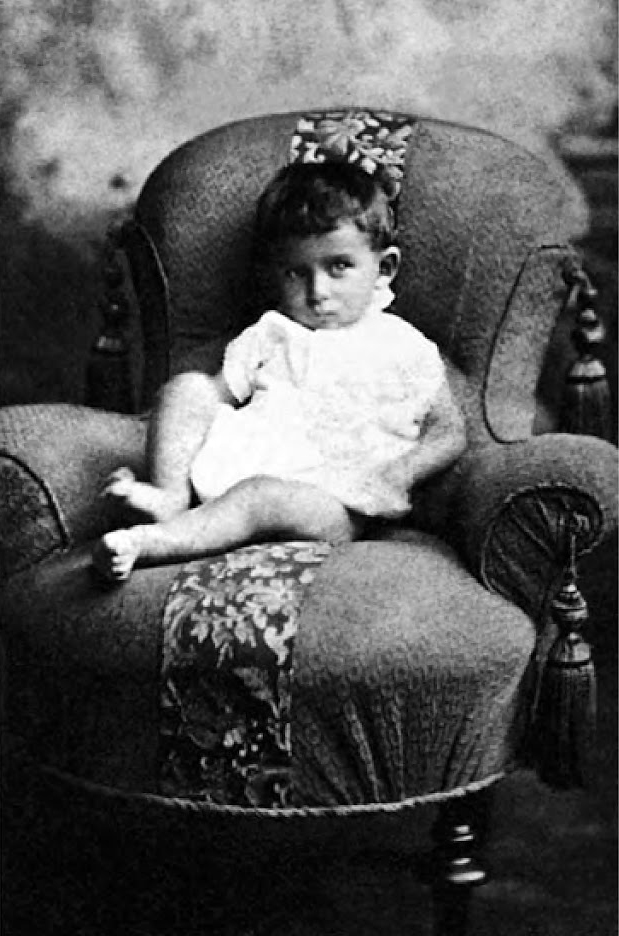
Франц Кафка у однорічному віці

Життя в родині позначилось жорстокістю батька. Таке виховання мало плачевні наслідки для Франца: він утратив усяку довіру до себе, почувався винним, втратив здатність вільно говорити. У листі до батька (листопад, 1919) він згадував:

| «Великим оратором я, звісно, однаково б не став, проте звичайну, вільну людську розмову все ж опанував би. Але ти дуже рано позбавив мене слова. Твоя погроза: «Жодного слова всупереч!» — і водночас піднесена рука супроводжують мене з давніх-давен. Ти наділив мене (коли мова заходить про твої власні справи, ти — чудовий оратор) манерою розмовляти із запинками й заїканням, але тобі й цього було замало, зрештою я замовк — спершу, мабуть, через упертість, а згодом тому, що при тобі я не здатний був ні думати, ні розмовляти»[15] |
Жорстокість, гнів, несправедливість Германа Кафки увійшли в літературну історію. Так, найбільшим красномовним епізодом став «балконний» епізод, коли за примхою, властивою маленьким дітям, Франц одного разу вночі попросив принести йому пити, в «Листі до батька» він це пояснив: «(…) вочевидь не через те, що вмирав від спраги — просто хотів трохи, мабуть, позлити вас, а трохи — розважитися самому».
Батько прийшов, витяг його з ліжка, повів в одній нічній сорочці на дерев'яний балкон, який виходив у двір, і залишив його там, замкнувши за ним двері.

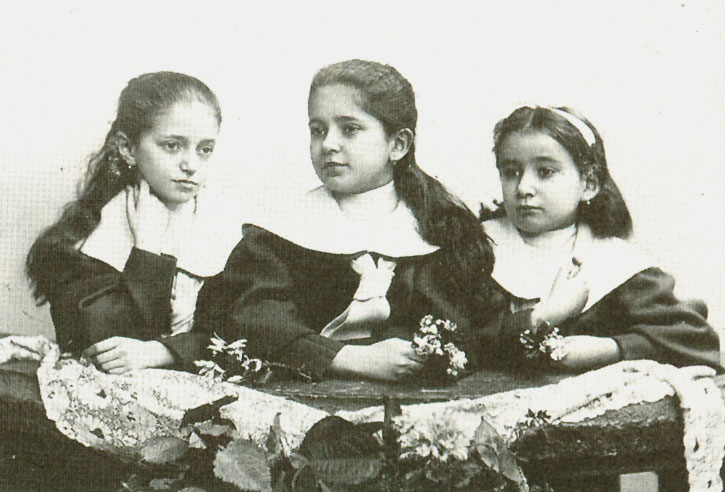
Сестри Франца Кафки

Від цього страждав не тільки Франц. На дітей без кінця сипалися погрози, наприклад: «Я розірву тебе на частини», і вони були такі численні, що діти втратили їм рахунок. Друга дочка, Валлі, гнучкіша, пристосувалася до Германа Кафки схоже, без особливих зусиль. Але Еллі, старша з дочок, якщо і гнула спочатку спину, то в молодості поспішила вступити в шлюб, щоб уникнути сімейної тиранії. Про старшу, Еллі Франц говорив дуже уїдливо:
«… Вона була такою незграбною, млявою, боязкою, похмурою, прибитою усвідомленням своєї провини, покірливою, злою, ледачою, охочою до ласощів, жадібною дитиною». Щодо Оттли, наймолодшої, то вона ще більше, ніж Франц, стала жертвою батьківського переслідування, звідки, безсумнівно, і виникли задушевність і дружній характер відносин, що склалися між нею й Францом. Звісно, що при такому неприборканому батькові Кафка шукав заступництва у своєї матері. У «Щоденнику» за 1911 рік існує запис:
Вже досить давно я нарікаю на те, що постійно хворий, ніколи, втім, не маючи конкретної хвороби, яка змусила б мене лягти в ліжко. Це бажання, звичайно, здебільшого виникає тому, що я знаю, якою мірою моя мати здатна втішити, коли, наприклад, вона виходить з освітленої вітальні, щоб увійти в напівтемряву кімнати, відведеної для хворого….
Кафка бачив матір мало: весь день вона працювала в магазині і з'являлась лише пізно ввечері. Юлія Кафка любила свого найстаршого сина, який був єдиним сином, оскільки два хлопчики, які народилися після нього, прожили недовго. Вона служила певним бар'єром між своїм чоловіком і сином. Але, що б жінка не робила, вона завжди була ближчою до свого чоловіка, ніж до кого б то не було. «Зразкова пара, пише Кафка, яка могла б збентежити всіх тих, хто хотів би їй наслідувати». «Моя мати, — каже він Феліції Бавер, — кохана рабиня мого батька, мого закоханого батька, який тиранить її». У цієї доброї, слабкої, поступливої жінки (як показують кілька збережених її листів) найкращі наміри зводяться нанівець і поглиблюють біду: батько не міг вибачити своїм дітям, коли вони ставали між ним і дружиною.
Самотність навколо Кафки посилювалася, сестри також не допомагали йому вийти з неї.
Під час сімейних торжеств Кафки влаштовували маленькі театралізовані вистави, що доводить: якщо ця сім'я і справді була пеклом, то це пекло знало також періоди затишшя. Грали жартівливі п'єски, чиїм автором і постановником одночасно був Франц Кафка. Сам він не грав, акторками були його сестри і в разі потреби той чи інший слуга. Глядачами були батьки і дядько Ріхард Леві. Збереглися навіть назви деяких з цих комедій: «Жорж з Подібрада», «Жонглер», «Ті, що говорять фотографії», але самі тексти не збереглись.

### Дитинство та юність

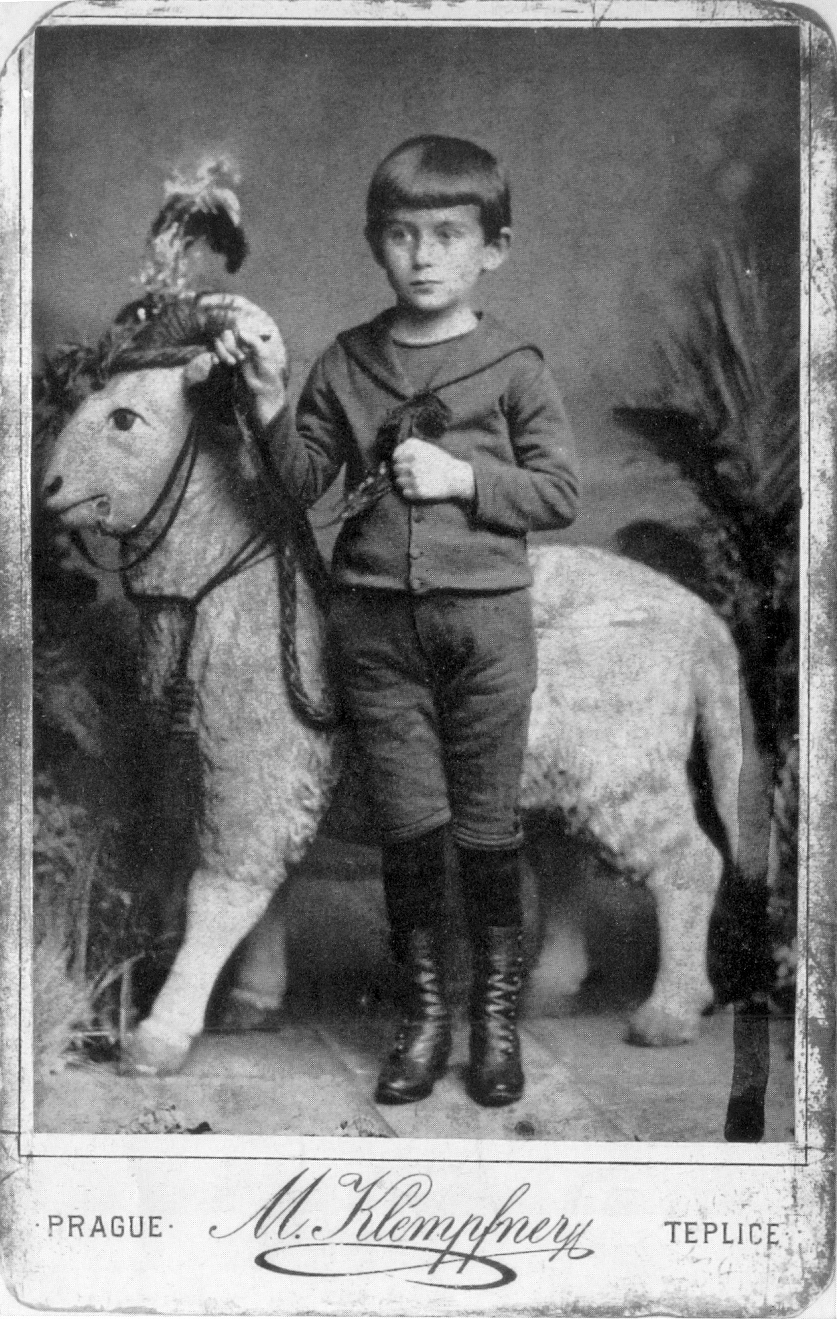
Кафка у 6 років

Нотатки Кафки про сімейні справи незліченні, а про школу, — навпаки, дуже рідкісні. Біографи письменника відчувають себе обділеними також при описі перших двадцяти років його життя, після цього періоду їм допомагають його власні записи. Довелося звертатися до свідчень сучасників, які близькі йому і були ще живі. Кафка-підліток, Кафка-юнак був із не надто помітних. Його товариш по навчанню Еміль Утіца, підтверджуючи це, писав:

Те, що я можу розповісти про Кафку, не бозна що. Я знав про його людські якості, але на свій сором повинен визнати, що лише значно пізніше я пізнав у ньому поета. Якщо мені й слід щось сказати щодо характеристики Кафки, так тільки те, що в ньому не було нічого дивовижного.

А в іншому випадку він повідомляв протилежне:

Ми всі його любили й цінували, але ніколи ми не могли бути з ним повністю відвертими, він завжди ніби оточений якоюсь скляною стіною. Зі своєю спокійною і люб'язною посмішкою він дозволяв світу приходити до нього, але сам був закритий для світу.

У вересні 1889 року, коли Францу виповнилось шість років, його вперше повели у початкову німецьку школу на Флейшмаркт, поблизу м'ясного ринку. До школи його супроводжувала кухарка, щоб трохи налякати, вона постійно загрожувала йому, що розповість вчителю про всі дурниці, яких він наробив протягом дня.
Ці погрози ніколи не виконувались, але з кожним днем ставали все правдоподібнішими.

Я чіплявся за портали лавок, за кам'яні рекламні тумби на вулицях, я не хотів йти, поки вона мене не пробачить, я хапався за її спідницю (я теж ускладнював їй життя), але вона тягла мене, запевняючи, що розповість про все це вчителю …

Цю невинну історію Кафка буде з гумором розповідати пізніше, але історія, водночас, передала страхи його дитинства, почуття провини, невіри в себе. Наприкінці 1919 року він згадував слова одного зі своїх вчителів, Маттіаса Бека, який порадив його батькам, щоб їхній син провчився рік у п'ятому класі початкової школи, перш ніж відправити його до гімназії: «Він дуже слабкий, такий надмірний поспіх потім буде даватись взнаки». Цю думку Кафка висловлював пізніше сам:

Справді, я ріс занадто швидко, як саджанець, який витягнувся, а про нього забули, з відомою артистичною витонченістю ухиляючись від протягів.

#### Навчання в гімназії
До думки Маттіаса Бека все ж не прислухалися: Кафка вступив до ліцею в десять років. Оскільки він пропустив п'ятий клас початкової школи, треба було скласти невеликий вступний іспит з німецької мови, релігії та математики. Це випробування, ймовірно, він витримав без вагомих зусиль і став навчатись у Державній гімназії з німецькою мовою навчання, розташованій у районі Старого міста, всередині палацу Кінскі, того самого, де пізніше його батько відкрив свій магазин.

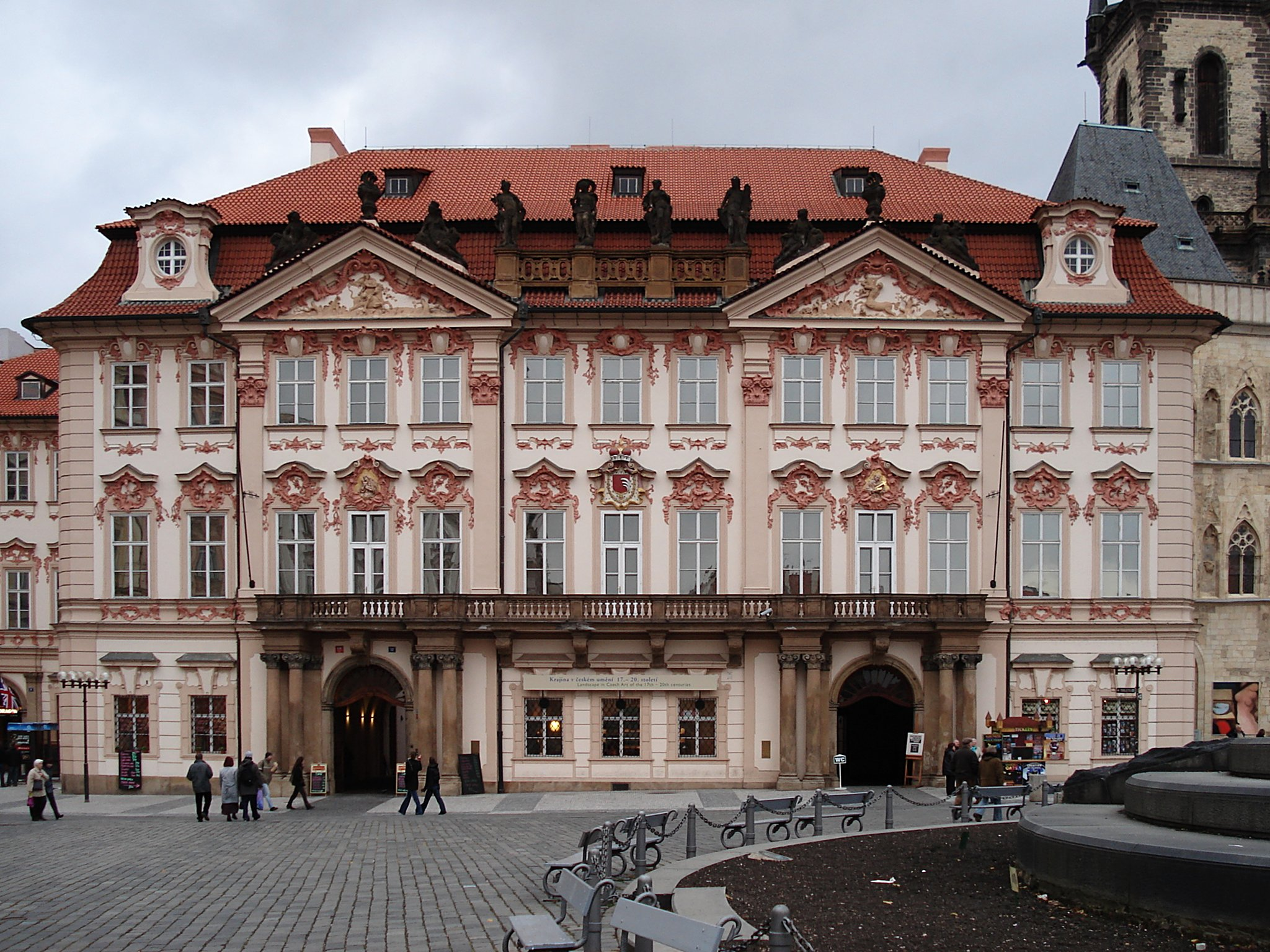
Будинок, де знаходилася гімназія, яку закінчив Кафка, а також пізніше був магазин його батька

Кафка виявився одним з наймолодших: більшість його однокласників були на рік або два старші за нього. Контингент ліцею Старого міста здебільшого становили євреї: тридцять учнів на тридцять дев'ять першого року навчання, сімнадцять на двадцять чотири у випускному класі. Якщо, як пише про нього Еміль Утіца, Франц не підтримував ні з ким зі своїх однокласників такої дружби, яка пов'язувала його пізніше з Максом Бродом, то у нього все ж були хороші відносини з більшістю з них.
Гімназія Старого Міста була, безумовно, класичним ліцеєм, в якому напрямок був на вивченні літературних дисциплін і стародавніх мов. Рівень літературної освіти за часів Кафки не був вищим, ніж в епоху Ґете. Цей «гуманізм» був настільки порожнім і неживим, що значно пізніше Кафка продовжив разом з Максом Бродом читати Платона в оригіналі. За рік учні повинні були вивчити напам'ять 467 віршів. Сам Кафка сумнівався в собі і відчував постійно, ніби він знаходиться на грані провалу у навчанні. Двічі — в одному з фрагментів «Щоденника» початому в 1912 році, потім в «Листі батькові» 1919 року — він розповідав, що кожен рік був переконаний у тому, що провалиться на іспиті й не буде переведений до наступного класу, а оскільки нічого такого не відбувалося, він був упевнений, що на випускному іспиті його повне невігластво проявиться на очах у всіх. Це було життя в постійному страху. Наприклад, він розповідав в одному з листів до Мілени про жахи на уроках рахунку, коли викладач шукав його прізвище у своєму журналі, а потім викликав до дошки.
Проте, переглянуті журнали гімназії свідчать, що ці страхи не мали під собою підстави: Кафка не входив до числа найкращих учнів класу, значився серед тих, кого називали «блискучими учнями», у нього ніколи не було посередніх оцінок з головних предметів. Лише в старших класах його слабкість у математиці стала відчутнішою і завдавала йому неприємностей. За песимістичними оцінками своїх інтелектуальних здібностей не слід бачити кокетство або позерство: таким він був усюди, таким він був у школі — одночасно слухняним і невпевненим у собі, покірним і нещасним, тремтливим як перед майбутнім, так і перед сьогоденням.
В останні роки навчання в ліцеї він почав писати, називаючи ці спроби в 1903 році «дитячими творами». Про це Кафка повідомив у листі Оскара Поллака, з якого можна зробити висновок, що до того часу він свої твори ще не знищив: автодафе будуть відбуватися пізніше. Можна також припустити, що ця літературна продукція була дуже багатою.

#### Додаткові заняття
Вдома, крім двох обов'язкових годин чеської мови, де він поповнював знання, і вивчення французької, яку йому викладала гувернантка мадемуазель Баї, його також змушували брати уроки музики: спочатку це було піаніно, потім скрипка. Це робилося марно, тому що він був абсолютно закритий для музики: «Мій учитель гри на скрипці, — розповідав він Феліції Бавер, — доведений до відчаю повною відсутністю у мене музичного слуху, волів змушувати мене стрибати через палицю, яку тримав він сам, і мої успіхи в музиці полягали в тому, що від уроку до уроку він підіймав палицю трохи вище».
Свого часу навіть постало питання про навчання його танцям, але від цієї ідеї довелося відмовитися. Щодо малювання, до якого він відчував смак, то, схоже, він захопився ним тільки по завершенні середньої освіти. Відомі малюнки, які Кафка накидав на берегах своїх рукописів і в деяких своїх листах: схожі на карикатуру, їдкі та жартівливі одночасно, нескладні у виконанні, але свідчать про живу гостроту погляду, рідкісне відчуття динаміки та виразності.

#### Формування особистості
Кафка був дитиною, яка швидко росла вгору: незабаром після досягнення отроцтва його зріст становив 1,80 м, а потім досягнув 1,82 м. Він соромився свого високого зросту, ходив, як говорив він сам, згорбившись, з перекошеними плечима, із нерозкутими рухами рук, він боявся побачити себе в дзеркалі — до такої міри відчував себе потворним, але, додавав він, дзеркала не показували повною мірою це каліцтво, інакше люди ще частіше оберталися б у його сторону. Насправді ж фотографії зображують дуже красивого юнака з сумним поглядом. «Я був худим — найхудішою людиною, яку я знав», — сказав він Феліції в одному зі своїх перших листів. Коли він збирався поплавати в міському басейні, він соромився свого жалюгідного тіла, свого «маленького скелета», який невпевнено рухався по помосту перед своїм батьком, чиїм прекрасним тілом він захоплювався, який був для нього «мірилом всіх речей» і з яким після купання він вирушав випити кухоль пива. Цю чудову мить Кафка згадував в останні дні, коли втратив голос і зміг лише нашкрябати на папері кілька слів.
Батьки не дуже дбали про його гардероб: його одягали у посереднього кравця, і він постійно відчував себе незручно. Ця зацикленість переросла згодом в одну зі стійких рис його долі: схильність до саморуйнування. Сексуальність у Кафки прокинулася дуже пізно, саме тут вплив батька, страхітливого і шанованого, мав найбільш паралізувальні наслідки. В останні гімназійні роки стався випадок, на який Кафка неодноразово натякав у «Щоденнику». Він знаходився в ліжку внаслідок легкого переохолодження, і мадмуазель Баї дала йому завдання прочитати «Крейцерову сонату». «Моя гувернантка, — пише він, — була згодна скористатися моїм збудженням». Це не стало для нього згодом травмою, а лише втраченою можливістю. Після розмови з батьком на цю тему, в Кафки залишився неприємний осад. Батько, як завжди, був зразком недосяжної чистоти, назавжди занурюючи свого сина в бруд і це викликало страх перед стосунками між чоловіком та жінкою.

### Університетські роки

#### Навчання
1901 року Кафка без жодних зусиль склав іспит на атестат зрілості, якого так боявся. Нарешті для нього настав час обирати шлях подальшої освіти, а отже, частково закласти основи свого майбутнього. У гімназії він заявив, що збирається записатися на філософський факультет, ймовірно, щоб продовжити там вивчення германістики, але спочатку він абсолютно несподівано вирішив зайнятися хімією. Та цей бунт тривав недовго: через два тижні Кафка знову повернувся на пряму дорогу. Це саме повторилося у другому семестрі, коли він, перенасичений юриспруденцією, почав відвідувати курси германістики, у якій скоро розчарувався: «ординарний професор» Август Завер — серйозний науковець, німецький націоналіст, погано ставився до євреїв. Кафка, в пошуках життєвої дороги, навіть поїхав слідом за своїм товаришем Паулем Кішем до Мюнхена, але швидко звідти повернувся без будь-яких відомих причин.
Пізніше він говорив про пазури матінки-Праги, яка не відпускає своєї жертви. У «Листі до батька» він не звинуватив його в тому, що той вплинув на його вибір, але батьківське виховання зробило його настільки байдужим у цьому плані, що він спонтанно вибрав легший шлях, який привів його до юриспруденції: «Справжньої свободи у виборі професій для мене не існувало, я знав: порівнюючи з головним мені все буде настільки ж байдуже, як всі предмети гімназичного курсу, мова, отже, йде про те, щоб знайти таку професію, яка найлегше дозволила б мені, не надто обмежуючи марнославство, виявляти подібну ж байдужість. Значить, дуже вдалу — юриспруденцію».

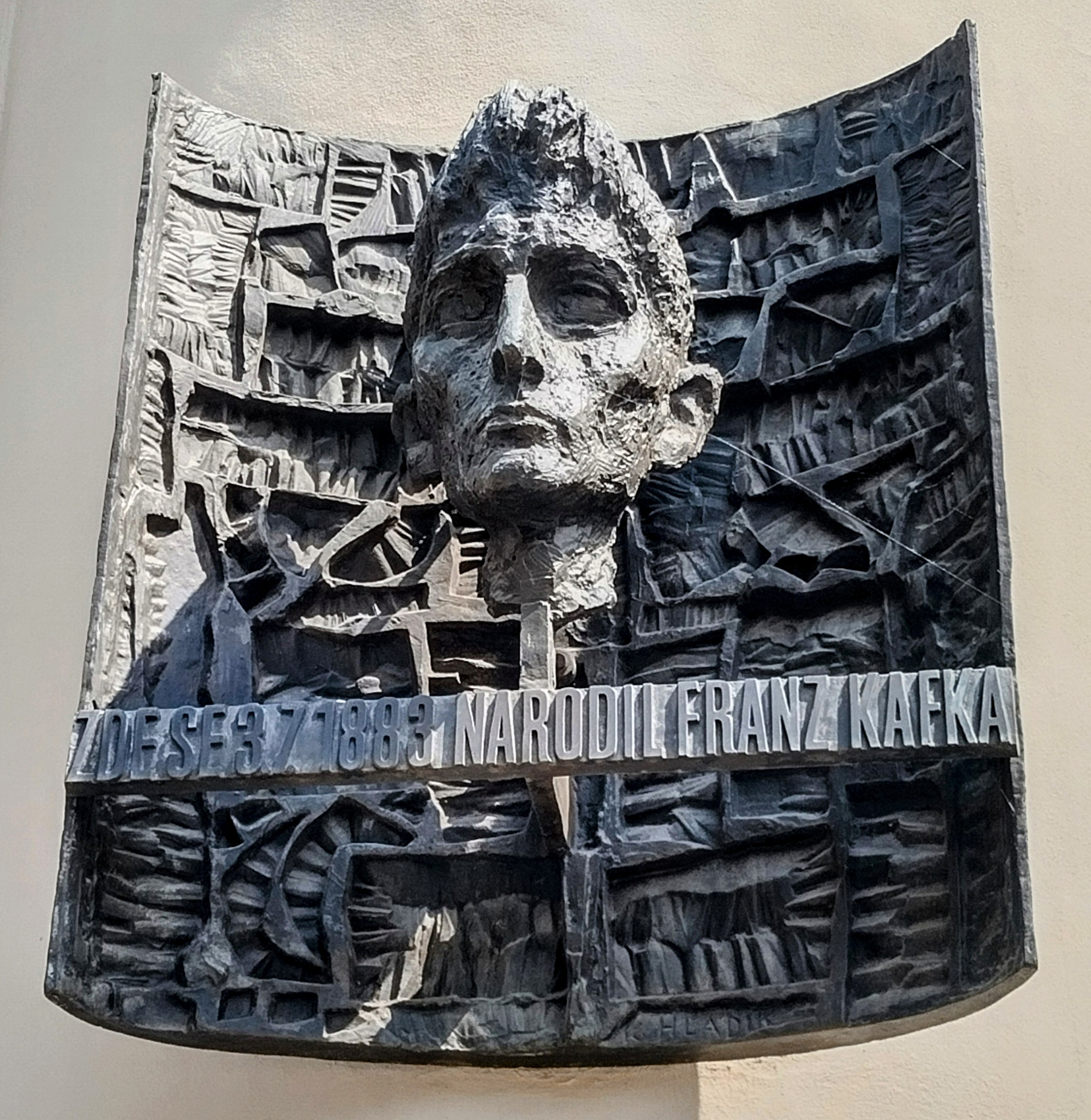
Меморіальна дошка Францу Кафці в Празі

У цьому ж році Франц Кафка став студентом юридичного факультету Празького університету. Єдиним захопленням цього часу було вивчення англійської мови, він дуже добре знав чеську та французьку і збирався трохи пізніше вчити італійську. Навчаючись в університеті, на відміну від інших студентів, які брали участь у політичних демонстраціях, Кафка не мав жодних політичних переконань.
23 жовтня 1902 року Кафка прийшов прослухати лекцію «Доля і майбутнє філософії Шопенгавера» і цей день став одним із найважливіших у його житті. Лекцію читав Макс Брод, який був на рік молодший від Франца Кафки. По закінченню лекції, Кафка, який у минулому трохи читав Ніцше, сказав, що лектор надмірно суворо обійшовся з філософом, тому вони пройшли по вулицях міста, сперечаючись один з одним, і це стало початком дружби, якій не судилося більше перерватися. 
Загалом, викладачі юридичного факультету не мали на нього великого впливу. Декого з них, зокрема викладача цивільного права Краснопольського, він пригадує із жахом. Єдиним, кого він згадував пізніше, був Альфред Вебер, видатний фахівець з політичної економії, якого запросили до Празького університету в той час, коли Кафка закінчував своє навчання. Він був призначений «опікуном», тобто референтом або головою докторського іспиту Кафки. Докторські іспити проходили з листопада 1905 по червень 1906 року. Кафка здав їх без особливого блиску, на «задовільно». 

#### Дружба з Максом Бродом
Між Максом Бродом і Францом Кафкою було мало спільного. Брод, журналіст, романіст, театрал (він закінчить своє життя на посаді художнього директора театру «Хабімах» в Тель-Авіві), філософ, керівник оркестру, композитор. Він настільки ж екстраверт, як Кафка замкнутий, настільки ж активний, як Кафка меланхолійний і повільний, настільки ж плодовитий у своїй письменницькій праці, як Кафка вимогливий і не рясний у своїй творчості. Маючи кіфоз з ранньої юності, Брод був злегка викривлений, але компенсував свій недолік виключною жвавістю. Шляхетний, захоплений, він мав постійне бажання займатись якоюсь справою, і протягом життя у нього їх було багато. Свою біографію він справедливо назвав «Бурхливе життя», бойове життя. Макса Брода не відносять до великих людей, але він мав неординарне літературне чуття: з перших письменницьких дослідів Кафки, ще невпевнених і незграбних, він зумів розпізнати його геній.

Початок дружби з Максом Бродом став для Кафки початком періоду розваг та вечірок. Після канікул 1903 року він написав Оскару Поллаку, що набрався хоробрості. Стан його здоров'я покращився, він став сильнішим, він вийшов у світ навчився розмовляти з жінками. Найважливішим стало те, як написав сам Кафка, він відмовився від життя відлюдника. Десять років по тому, згадуючи ці перші роки юності, він написав Феліції Бавер: 
|  | Якби я знав тебе вже років вісім чи десять (адже минуле так само вірогідне, як і втрачене), ми могли б бути щасливі сьогодні без усіх цих жалюгідних вивертів, зітхань і без надійних замовчувань. Замість цього я сходився з дівчатами — тепер це вже далеке минуле, — в яких легко закохувався, з якими було весело і яких я ще легше кидав, ніж вони кидали мене, не завдаючи мені цим жодних страждань. |

.
У цей час Кафка пережив свій перший чуттєвий досвід з жінкою, яка була продавчинею магазину готових суконь. Цей досвід спочатку приніс вдоволення, а потім, після знайомства з іншими дівчатами, видався брудним. Це підкреслювало характер заборони, який висів відтепер для нього над усім, що стосується сексу. 

#### Перші проби пера
Під час навчання в університеті Кафка продовжив писати й вів, якщо не «Щоденник», то щонайменше записну книжку і зупинився лише в 1903 році, коли протягом шести місяців майже нічого більше не створив. У ці роки (1904—1905) написав твір «Опис однієї боротьби», що уникнув вогню саме завдяки Максу Броду, якому Кафка дав його прочитати і той зберіг його в шухляді свого письмового столу, тому що все інше, написане в цей період, було знищено. «Опис однієї боротьби» виступає проти фривольності, дурного кокетства, брехні, які заволоділи літературою. Але в той же час це найхимерніший, найманірніший твір, найбільш позначений смаком епохи, проти якого він направлений. Такий парадокс цього твору юності. Незабаром Кафка пішов іншими шляхами.
Робота для письменника була заняттям другорядним та обтяжливим: у щоденниках і листах він буквально признавався в ненависті до свого начальника, товаришів по службі та клієнтів. На першому ж місці завжди була література, «що реабілітувала все його існування». 1917 року розвинувся туберкульоз, від якого письменник помер 3 червня 1924 року в санаторії під Віднем.
Аскетизм, невпевненість у собі, самоосуд та хворобливе сприйняття навколишнього світу — всі ці якості письменника добре задокументовані в його листах та щоденниках, а особливо в «Листі батькові» — цінній інтроспективі стосунків між батьком та сином. Через ранній розрив з батьками Кафка був змушений вести дуже скромний спосіб життя і часто міняти житло, що наклало відбиток на його ставлення до самої Праги та її мешканців. Хронічні хвороби дуже дошкуляли йому; окрім туберкульозу, він мав мігрені, запаморочення, нариви та інші захворювання. Він намагався протидіяти всьому цьому натуропатичними засобами, такими як вегетаріанська дієта (відвідував вегетаріанський ресторан у Празі «Вегетаріанський бар»), регулярна гімнастика та вживання великої кількості непастеризованого коров'ячого молока, що могло призвести в ті роки до зараження туберкульозом. Бувши школярем, він брав активну участь в організації літературних зустрічей, докладав зусилля до організації та просування театральних спектаклів. На навколишніх Кафка справляв враження своєю хлоп'ячою, акуратною, суворою зовнішністю, спокійною та незворушною поведінкою, а також своїм розумом і незвичайним почуттям гумору.

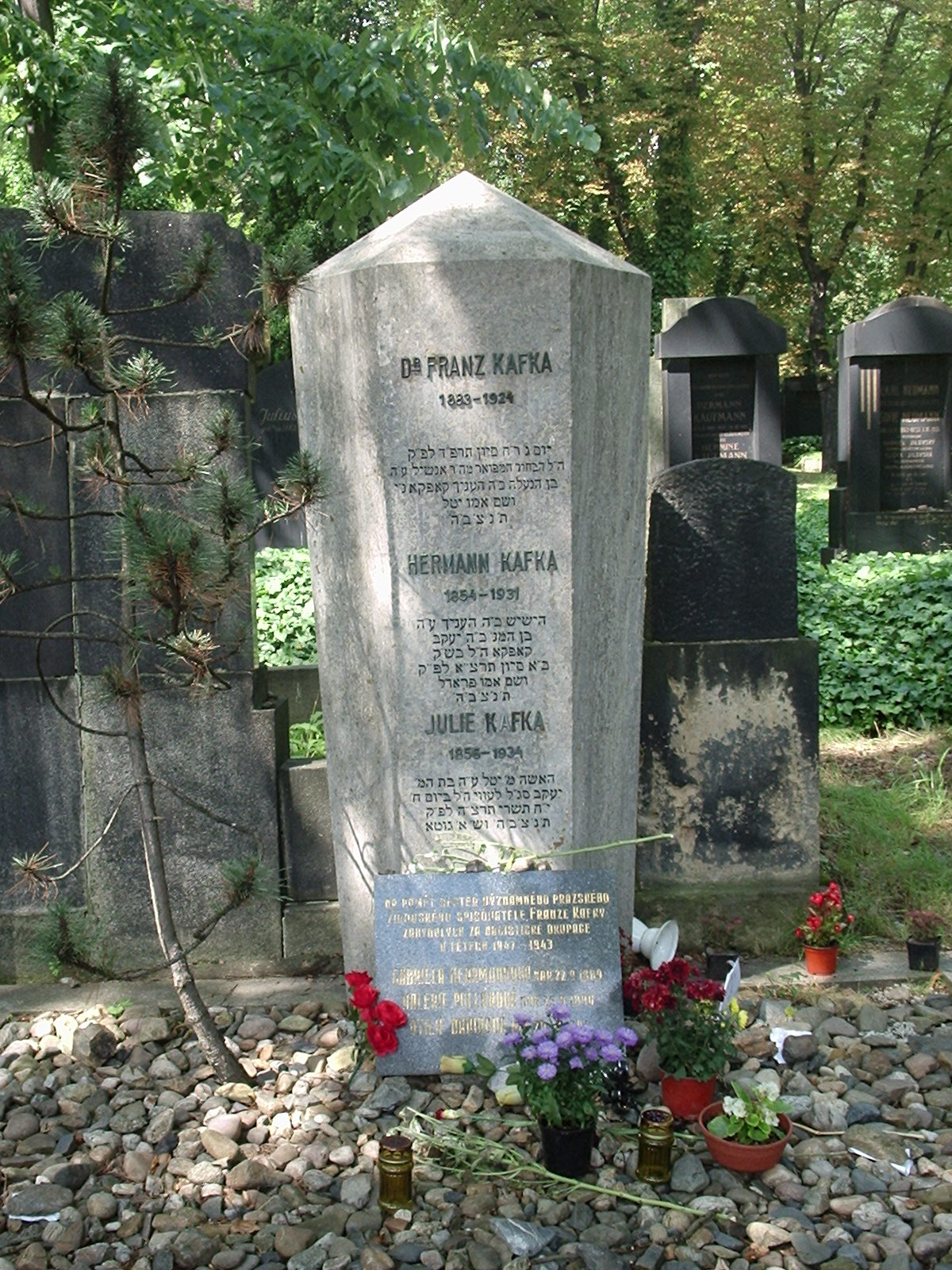
Могила Кафки на Новому єврейському кладовищі міста Праги. Надпис івритом говорить:
«Аншл син Гениха Кафки та Етл; нижче — батько: Гених син Якова Кафки та Фрадл, мати: Етл, дочка Якова Леві та Ґути»

Стосунки Кафки зі своїм деспотичним батьком є важливою складовою його творчості. У період між 1912-м та 1917-м роками він залицявся до берлінської дівчини Феліції Бавер, з якою двічі був заручений і двічі розривав заручини (наслідком цих стосунків стало написання роману «Процес»). Спілкуючись з нею головним чином через листи, Кафка створив її образ, який зовсім не відповідав дійсності. І справді вони були дуже різними людьми, про що можна судити з їхнього листування.
Другою нареченою Кафки стала Юлія Вохрицек, але заручини знову ж таки незабаром були розірвані. На початку 1920-х років він мав любовні стосунки із одруженою чеською журналісткою, письменницею та перекладачкою — Міленою Єсенською. 1923 року Кафка, разом з 19-річною Дорою Дімант, на кілька місяців переїхав до Берліна, в надії віддалитися від впливу сім'ї та сконцентруватися на письменництві. Згодом він повернувся до Праги. Здоров'я в цей час погіршувалося, і 3 червня 1924 року Кафка помер у санаторії під Віднем, від туберкульозу, який призвів до виснаження. Тіло перевезли до Праги, де воно й було поховане 11 червня 1924 на Новому єврейському кладовищі в районі Страшніце, у спільній сімейній могилі.
За життя Кафки опубліковано всього кілька коротких оповідань, що склали дуже малу частину його робіт, і його творчість не приваблювала багато уваги, доки посмертно не були видані його романи. Перед смертю він доручив своєму другу та літературному агенту — Максу Броду — спалити все ним написане без винятку. Його кохана Дора Діамант справді знищила рукописи, якими вона володіла, але Макс Брод не скорився волі покійного та опублікував більшу частину його робіт, які незабаром почали привертати до себе увагу. Вся його опублікована творчість, окрім кількох чеськомовних листів, була написана німецькою.

### Новели та мала проза
- «Опис однієї боротьби» (Beschreibung eines Kampfes — 1904–1905)
- «Весілля в селі» (Hochzeitsvorbereitungen auf dem Lande — 1906–1907)
- «Вирок» (Das Urteil — 22-23 вересня 1912)
- «Перевтілення» (Die Verwandlung — 1912)
- «У виправній колонії» (In der Strafkolonie — 1914). Ця новела, разом з трьома попередніми, сформувала книгу «Кари»
- «Шкільний вчитель» (Der Dorfschullehrer or Der Riesenmaulwurf — 1914–1915)
- «Брюмфельд, старий холостяк» (Blumfeld, ein älterer Junggeselle — 1915)
- «Сторож склепу» (Der Gruftwächter — 1916–1917), єдина драма Кафки
- «Стук у ворота» («Der Schlag ans Hoftor», 1917)
- «Сільський лікар» (Ein Landarzt — 1917)
- «Мисливець Ґракх» (Der Jäger Gracchus — 1917)
- «Як будувалася китайська стіна» (Beim Bau der Chinesischen Mauer — 1917)
- «Голодомайстер» (Ein Hungerkünstler — 1922), входить в однойменний збірник
- «Дослідження одного собаки» (Forschungen eines Hundes — 1922)
- «Жіночка» (Eine kleine Frau — 1923), збірник «Голодар»
- «Нора» (Der Bau — 1923–1924)
- «Співачка Жозефіна, або мишачий народ» (Josephine, die Sängerin, oder Das Volk der Mäuse — 1924), збірка «Голодар»

### Романи
- Процес (Der Prozeß — 1925), укр. пер. 1998
- За́мок (Das Schloß — 1926), укр. пер. 2006
- Америка (Amerika — 1927), укр. пер. 2009 під назвою Зниклий безвісти

### Листи
- Листи до Феліції та Гретти Блох
- Листи Мілени
- Лист батьку (виданий 1919 року)

### Щоденники
- Щоденники 1910—1923[21]
- Сині записники

### Українські видання
- Перетворення: оповідання. — Мюнхен: Сучасність, 1989; Львів: ЛА «Піраміда», 2005.
- Щоденники 1910—1923 рр. — Київ: Всесвіт, 2000.
- Франц Кафка. Процес (роман). Переклад з німецької: Петро Таращук. Київ: Юніверс. 1998. 286 стор. ISBN 966-7305-11-2

- (передрук у 2005, 2008) Франц Кафка. Процес (роман). Переклад з німецької: Петро Таращук. Харків: Фоліо. 2006, 2008. 239 стор. ISBN 966-03-2915-6 (вид. 2005); ISBN 978-966-03-4440-2 (вид. 2008)

- Вибрані твори: Процес, Вирок, Перевтілення, Голодомайстер; літ.-крит. ст. В. Набокова, Г. Петросаняк, Є. Волощук / пер. з нім. П. Таращука, Є. Поповича; передм. Д. Затонського; упоряд. та прим. Є. Волощук; худ. Ю. Ясинська — К. : Ґенеза, 2004—288 с., іл. (Б-ка Перлини світ. л-ри). ISBN 966-504-321-8
- Замок. — Харків: Фоліо, 2006.
- Зниклий безвісти: Америка. — Київ: Критика, 2009.
- Романи, оповідання, щоденники, листи. — Київ: А-ба-ба-га-ла-ма-га, 2012. — ISBN 978-617-585-0084.
- Франц Кафка. Споглядання / Пер. з нім. В. Лозинський. — К.: Основи, 2013
- Франц Кафка. Перевтілення: збірка вибраних творів («Вирок», «Перевтілення», «У виправній колонії») / пер. з нім. Анна Савченко. — К. : O.K. Publishing, 2017. — 160 с. — ISBN 978-966-97686-1-2.

## Про Кафку

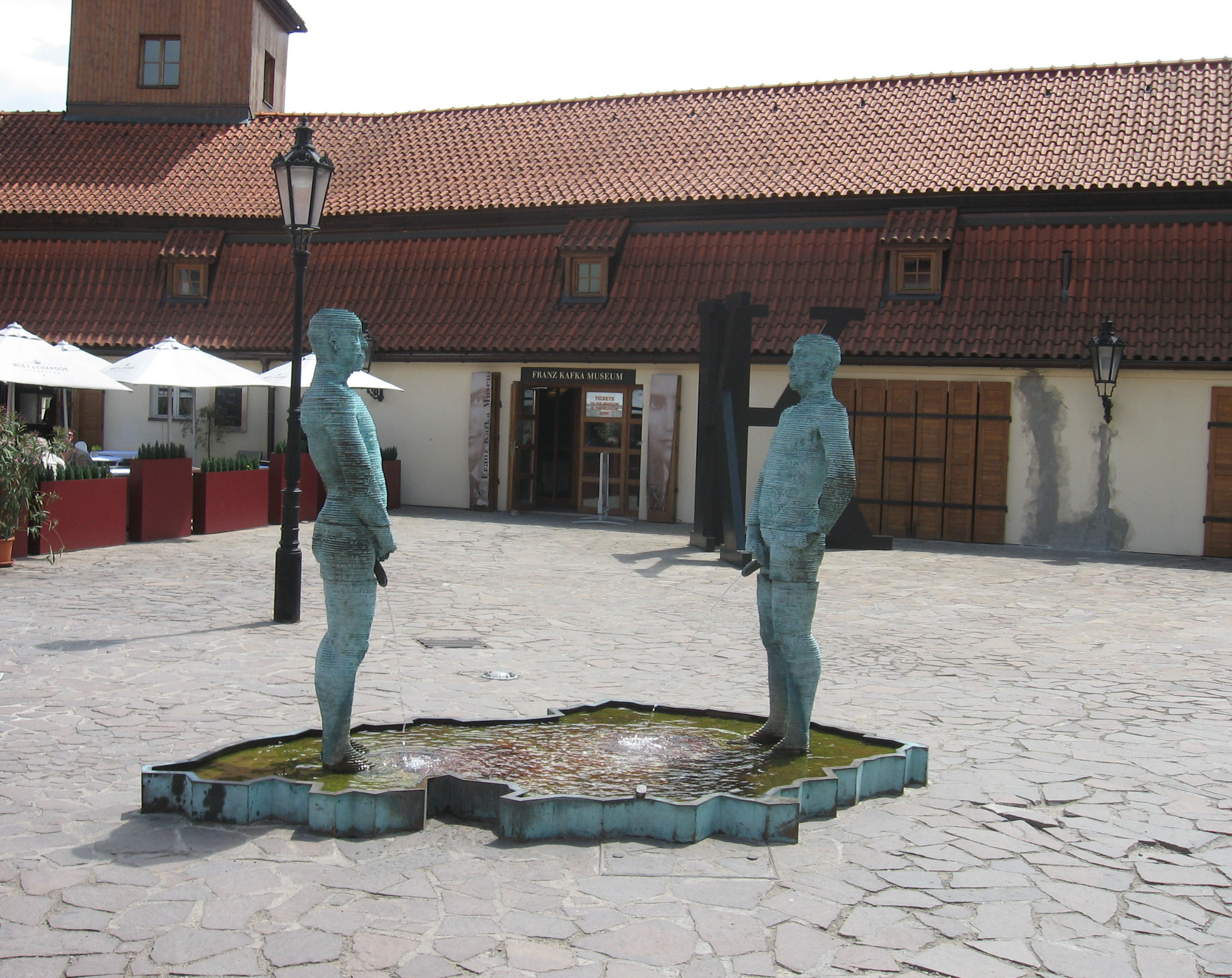
Музей Франца Кафки у Празі

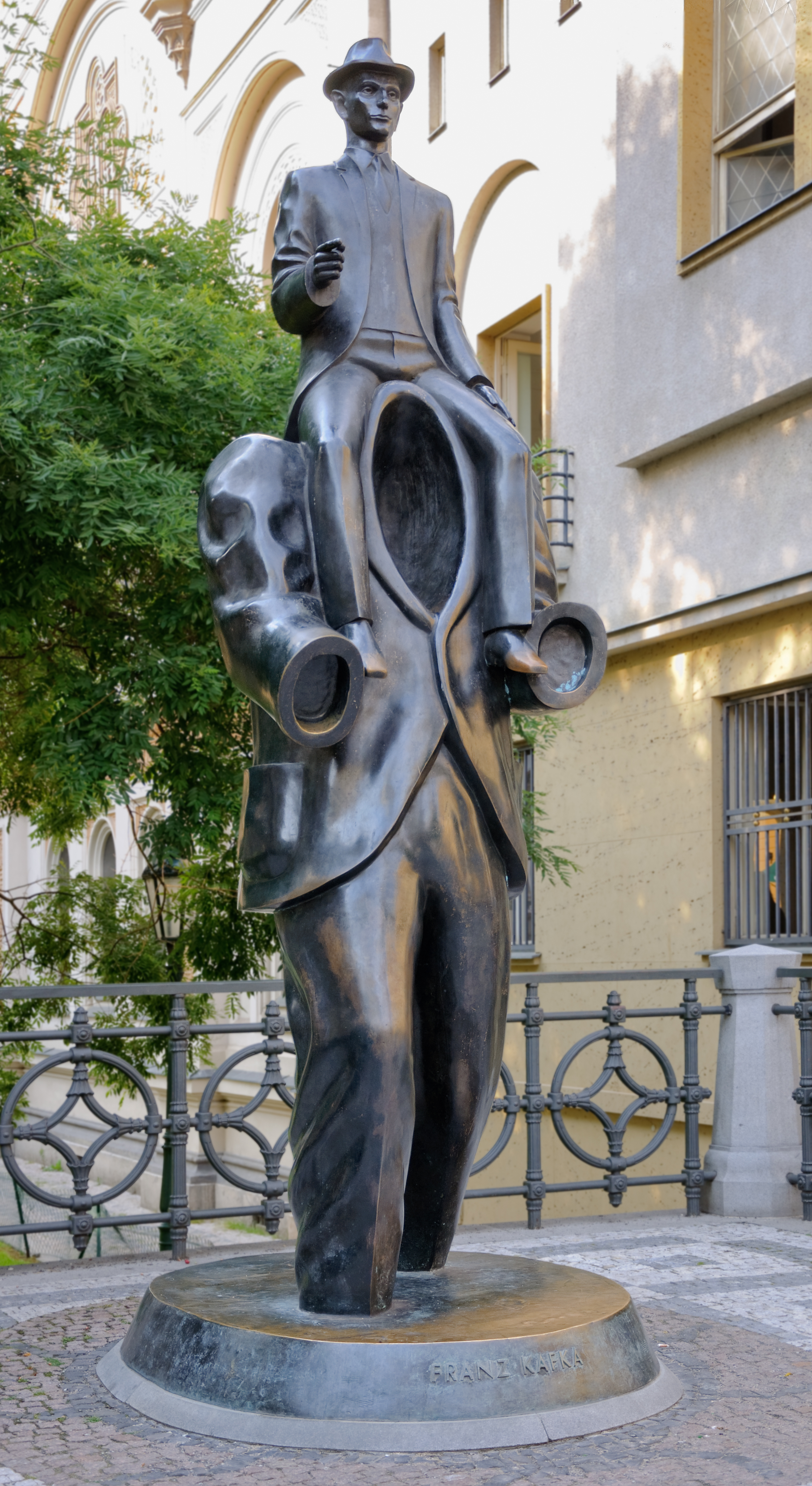
Пам'ятник Францу Кафці (Прага)

Автором перших рецензій на творчість Кафки був угорський письменник Шандор Мараї.

### Літературні твори
- Вальтер Беньямін. Франц Кафка.
- Макс Брод. Франц Кафка. Біографія.
- Макс Брод. Франц Кафка. В'язень абсолюту.
- Д. Мейровіц та Р. Крамб. Кафка для початківців.
- Моріс Бланшо. Від Кафки до Кафки[22]

### Фільми
- «Це чудове життя Франца Кафки» («Franz Kafka's ‘It's a Wonderful Life’», Велика Британія, 1993 (1995). Режисер: Пітер Капальді. В ролі Кафки Річард Ґрант. Фільм здобув премію «Оскар»).
- «Кафка» («Kafka», США, 1991 Режисер: Стівен Содерберґ. В ролі Кафки: Джеремі Айронс).

#### Екранізації творів
- «Процес» («The Trial», Німеччина-Італія-Франція, 1962. Режисер Орсон Веллс).
- «Процес» («The Trial», Велика Британія, 1993, реж. David Jones[en]).
- «Замок» («Das Schloß», 1968, реж. Rudolf Noelte[en]).
- «Замок» (Росія-Німеччина-Франція, 1994. Режисер: Олексій Балабанов).
- «Замок» (1997) (Das Schloss. Режисер: Міхаель Ганеке).

Ідею розповіді «Перевтілення» використовували в кіно багато разів:
- «Людина, що неймовірно зменшилася» (1950-ті)
- «Кислотний будинок». [джерело?]
- «Перевтілення пана Замзи» («The Metamorphosis of Mr. Samsa») (короткометражний мультиплікаційний фільм. Режисер Керолін Ліф[en], 1977)).
- «Перевтілення», 2002, реж. Валерій Фокін)

В Україні за його творами знято фільми:
- «Людина К.» (1992, реж. Сергій Рахманін).
- «Співачка Жозефіна й Мишачий Народ» (Україна-Німеччина, 1994, удостоєний призів на кінофестивалі «Кіношок-94» в Анапі, «Молодість-94» в Києві, Каїрському міжнародному кінофестивалі, кінофестивалі «Література і кіно» в Гатчині тощо. Режисер: Сергій Маслобойщиков).
- «У нашій синагозі» (Україна-Франція, 2018. Режисер: Іван Орленко. 2019 Приз ФІПРЕССІ за Найкращий український короткометражний фільм Одеського МКФ, 2019 Національна премія кінокритиків «КІНОКОЛО» — Найкращий короткометражний ігровий фільм, 2020 «Золота дзиґа» — Найкращий короткометражний ігровий фільм) — короткометражний фільм за незавершеною одноіменною новелою.

## Критика
Безліч критиків намагалися пояснити сенс робіт Кафки виходячи з положень тих або інших літературних шкіл — модернізму, «магічного реалізму» та ін. Деякі намагалися відшукати вплив марксизму на його сатиру над бюрократизмом в таких творах як «У виправній колонії», «Процес» та «Замок». У той же час, інші розглядають його творчість через призму юдаїзму (оскільки він був євреєм і виявляв деяку цікавість до єврейської культури) — кілька зауважень із цього приводу зробив Хорхе Луїс Борхес; через фрейдиський психоаналіз (через напружене сімейне життя письменника); або через алегорії метафізичного пошуку Бога (прибічником цієї теорії був Томас Манн).